# Пираты Карибского моря: Мертвецы не рассказывают сказки (саундтрек)
| Оценки критиков | Оценки критиков                                                          |
| Источник        | Оценка                                                                   |
| --------------- | ------------------------------------------------------------------------ |
| Filmtracks      | 3 из 5 звёзд · 3 из 5 звёзд · 3 из 5 звёзд · 3 из 5 звёзд · 3 из 5 звёзд |

«Пираты Карибского моря: Мертвецы не рассказывают сказки (оригинальный саундтрек)» (англ. Pirates of the Caribbean: Dead Men Tell No Tales — Original Motion Picture Soundtrack) — саундтрек к одноимённому фильму 2017 года. Автором музыки и аранжировки является Джеф Дзанелли. Альбом был выпущен 26 мая 2017 года на лейбле Walt Disney Records.

## История
Впервые в серии после саундтрека к фильму «Пираты Карибского моря: Проклятие Чёрной жемчужины» 2003 года, который он написал в соавторстве с Клаусом Бадельтом, Ханс Циммер не вернулся для работы над музыкой к фильму. Вместо него главным композитором фильма стал Джеф Дзанелли, который принимал участие в работе над всеми предыдущими четырьмя частями франшизы.
По словам Дзанелли, сменившего Циммера на посту композитора серии: «То, что Ханс сделал для фильмов о пиратах, переосмыслило звучание всего жанра, и мне было очень приятно работать вместе с ним и продюсером Джерри Брукхаймером над последними четырьмя фильмами. Мертвецы не рассказывают сказки дополняет вселенную Пиратов множеством новых, уникальных элементов, и я создаю для этого фильма характерное звучание, которое опирается на многолетнее сотрудничество в мире Пиратов».

## Список композиций
Вся музыка написана Джефом Дзанелли, Брюсом Фаулером, Уолтом Фаулером, Риком Джовинаццо и Сюзетт Мориарти, кроме указанного случая.
| №                   | Название                                    | Музыка                                    | Длительность |
| ------------------- | ------------------------------------------- | ----------------------------------------- | ------------ |
| 1.                  | «Dead Men Tell No Tales»                    |                                           | 1:51         |
| 2.                  | «Salazar»                                   |                                           | 4:27         |
| 3.                  | «No Woman Has Ever Handled My Herschel»     |                                           | 3:58         |
| 4.                  | «You Speak of the Trident»                  |                                           | 1:57         |
| 5.                  | «The Devil's Triangle»                      |                                           | 2:44         |
| 6.                  | «Shansa»                                    |                                           | 3:12         |
| 7.                  | «Kill the Filthy Pirate, I'll Wait»         |                                           | 4:49         |
| 8.                  | «The Dying Gull»                            |                                           | 1:01         |
| 9.                  | «El Matador Del Mar»                        |                                           | 8:04         |
| 10.                 | «Kill the Sparrow»                          |                                           | 6:15         |
| 11.                 | «She Needs the Sea»                         |                                           | 2:32         |
| 12.                 | «The Brightest Star in the North»           |                                           | 5:59         |
| 13.                 | «I've Come With the Butcher's Bill»         |                                           | 6:41         |
| 14.                 | «The Power of the Sea»                      |                                           | 4:07         |
| 15.                 | «Treasure»                                  |                                           | 5:42         |
| 16.                 | «My Name Is Barbossa»                       |                                           | 5:33         |
| 17.                 | «Beyond My Beloved Horizon»                 |                                           | 2:40         |
| 18.                 | «He's a Pirate» (Dimitri Vegas & Like Mike) | Ханс Циммер, Клаус Бадельт, Джеф Дзанелли | 3:30         |
| Общая длительность: | Общая длительность:                         | Общая длительность:                       | 1:11:32      |

## Чарты
| Чарт (2017)                     | Высшая позиция |
| ------------------------------- | -------------- |
| Бельгия/Фландрия (Ultratop)     | 53             |
| Бельгия/Валлония (Ultratop)     | 181            |
| Испания (PROMUSICAE)            | 68             |
| Швейцария (Schweizer Hitparade) | 54             |